# Хор Мормонской Скинии
Хор Скинии на Храмовой Площади (англ. The Tabernacle Choir at Temple Square) — ранее Хор Мормонской Скинии, англ. Mormon Tabernacle Choir  —  хор религиозного движения Церковь Иисуса Христа Святых последних дней из Солт-Лейк-Сити, Юта. Обладатель премий «Грэмми» и «Эмми». Состоит из 360 человек из числа добровольцев. Аккомпанирует хору оркестр Темпл-сквер, включающий 110 музыкантов. И хор, и оркестр находятся на самофинансировании за счёт концертных туров и выпусков альбомов. Нынешним руководителем мормонского хора является Мак Уилберг.

## История
Со дня своего основания Движение святых последних дней считало музыку важной частью богослужения. Мормонский хор был сформирован в 1847 году. Первое выступление нового хора состоялось 22 августа 1847 года, спустя 29 дней после прихода мормонских пионеров в долину Большого Солёного озера.
Хор назван в честь Мормонской Скинии, расположенной в Солт-Лейк-Сити. Строительство здания Скинии было закончено в 1867 году, первое выступление церковный хор мормонов провёл 4 июля 1873 года. Орга́н, расположенный в нём, состоит из 11,623 труб.
Первоначально, хор был маленьким и довольно недисциплинированным. Но в 1869 году, когда музыкальным руководителем был назначен Джордж Кареллес, ситуация изменилась. Под его руководством численность участников хора выросла до 300 человек, во многом благодаря присоединению небольших хоральных ансамблей. В октябре 1873 году обновлённый хор выступил на Генеральной конференции. Последующие руководители работали за поднятие стандартов хора, требуя более твёрдой вокальной подготовки. Хор стал лучше как ансамбль и его репертуар возрос от ста песен до нескольких тысяч. Начиная с 1929 года хор является участником 30—минутной еженедельной воскресной музыкальной программы «Музыка и изречённое слово» (англ. Music and the Spoken Word).
К 1950 году Хор Мормонской Скинии  давал концерты каждый год и отправился в первое турне по Европе, где получил премию Грэмми за исполнение «Боевого гимна Республики». Рональд Рейган, во время своей инаугурации в 1981 году, назвал Хор Мормонской Скинии «Хором Америки». Помимо Рейгана, хор участвовал в инаугурации Линдона Джонсона (1965), Ричарда Никсона (1969), Джорджа Буша-старшего (1989), Джорджа Буша-младшего (2001) и Дональда Трампа (2017).
В 1984 году хор выступил на церемонии открытия XXIII летних Олимпийские Игр в Лос-Анджелесе. В 2002 году на церемонии закрытия XIX зимних Олимпийских Игр хор, совместно с симфоническим оркестром Юты, исполнил гимн США и «Call of the Champions» композитора Джона Уильямса.
В октябре 2018 г. хор сменил название на "Хор Скинии на Храмовой Площади", чтобы подчеркнуть отношение к Церкви Иисуса Христа святых последних дней и соответствовать последней политике Церкви провозглашать своё полное название, связанное с Иисусом Христом, а не с пророком Мормоном.

## Руководители
Ниже приведён список музыкальных руководителей хора. В скобках указан срок их пребывания на этом посту.
- Джон Пэрри (1849—1854)[7]
- Стивен Годдард (1854—1856)
- Джеймс Смитис (1856—1862)
- Чарльз Джон Томас (1862—1865)
- Роберт Сандс (1865—1869)

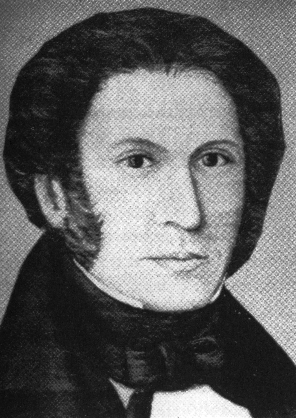
Джон Пэрри стал первым руководителем Мормонского хора

- Джордж Карлесс (1869—1880)[8]
- Эбенезер Бисли (1880—1889)[8]
- Эван Стивенс (1890—1916)[8]
- Энтони Лунд (1916—1935)[8]
- Джозеф Спенсер Корнуолл (1935—1957)[9]
- Ричард Конди (1957—1974)[9]
- Джей Уэлч (1974)[10]
- Джерольд Оттлей (1974—1999)[9]
- Крейг Джессоп (1999—2008)[11]
- Мак Уилберг (2008 — наст. время)[12]

## Туры и концерты

### Туры
С момента первого национального тура, стартовавшего со Всемирной выставки в Чикаго в 1893 году, хор выступил по всему миру, в том числе:
- Западная Европа (1955, 1973, 1998)
- Скандинавия (1982)
- Центральная Европа и СССР (1991)
- Израиль (1993)
- Япония/ Корея (1979, 1982)
- Австралия/ Новая Зеландия (1988)
- Центральная Америка (1968, 1972)
- Бразилия (1981)[13].
- Канада и Восточные штаты США (2011)[14]
- Запад США (2012)[15]
- Средний Запад США (2013)[16]
- Восток США (2015)[17]

### Рождественские концерты

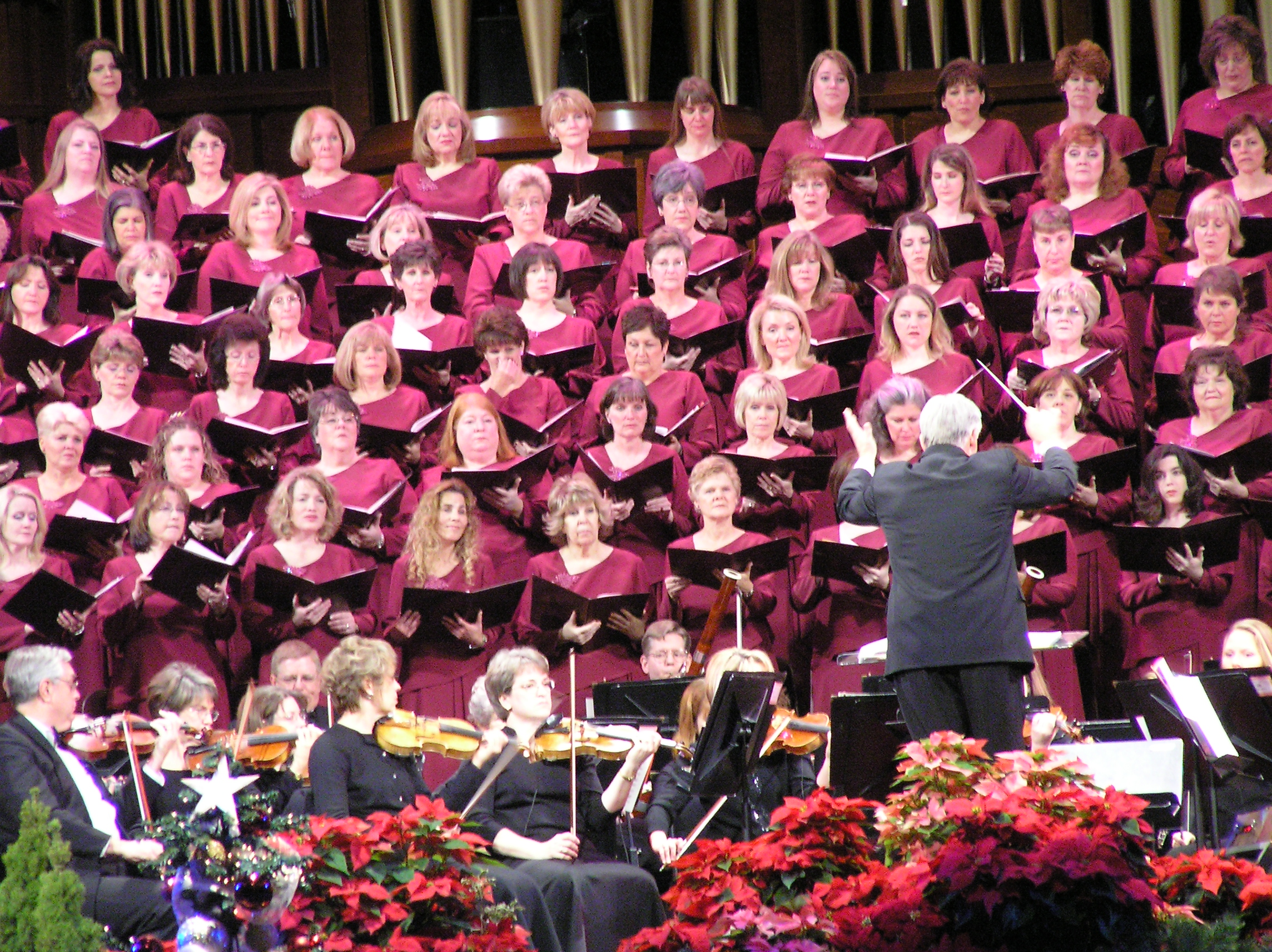
Хор и оркестр Темпл-сквер на выступлении в Конференц-центре 3 декабря 2005 года

В течение декабря хор проводит ежегодные Рождественские концерты в зрительном зале Конференц-центра. Общая аудитория каждого концерта составляет 84 000 человек. Билеты на мероприятие бесплатные, их распространение осуществляется через Интернет посредством лотереи. Трансляцию осуществляет канал PBS. На концерт приглашается артист, который поёт вместе с хором или зачитывает отрывок Рождественской истории из Евангелия от Луки. Приглашёнными гостями были:
- 2000: Певица Глэдис Найт и актриса Рома Дауни[18]
- 2001: Актриса Анджела Лэнсбери
- 2002: Бывший телеведущий канала CBS Уолтер Кронкайт
- 2003: Меццо-сопрано Фредерика фон Штаде и уэльский баритон Брин Терфель
- 2004: Актриса и певица Одра Макдональд и актёр Питер Грейвс
- 2005: Сопрано Рене Флеминг и актриса Клэр Блум
- 2006: Норвежская вокалистка Сиссель Хюрхьебё[2]
- 2007: Британский ансамбль «King's Singers»[англ.]
- 2008: Бродвейский исполнитель Брайан Стокс Митчелл[англ.] и рассказчик Эдвард Херрманн[19]
- 2009: Певица Натали Коул и историк Дэвид Маккалоу[20]
- 2010: Певец Дэвид Арчулета[21] и актёр Майкл Йорк
- 2011: Оперный баритон Нэйтен Ганн[англ.] и актриса Джейн Сеймур[22]
- 2012: Тенор Элфи Боу[англ.] и бывший телеведущий канала NBC Том Брокау[23]
- 2013: Сопрано Дебора Войт[англ.] и актёр Джон Рис-Дэвис[24]
- 2014: Бродвейский исполнитель Сантино Фонтана и Sesame Street Muppets[25][26]
- 2015: Лаура Оснес[англ.][27], Мартин Джарвис и четыре солиста из Метрополитен-опера
- 2016: Тенор Роналдо Вильясон[28]
- 2017: Актёры Саттон Фостер и Хью Бонневилль[29]

### Концерт к Дню пионеров
Ежегодно в середине июля хор проводит концерт, приуроченный к Дню пионеров. Всего устраивается два концерта с разницей в неделю. Ведут мероприятие приглашённые гости:
- 2011: Брайан Стокс Митчелл[англ.] и Линда Эдер[англ.][30]
- 2012: Кэтрин Дженкинс[31]
- 2013: Нэйтан Пачеко[англ.] и Линдси Стирлинг[32]
- 2014: Сантино Фонтана и Сильвия Макнейр[англ.][33]
- 2015: Лора Оснес[англ.][34]
- 2016: «King's Singers»[англ.][35]
- 2017: Алекс Бойе[36]
- 2018: Мэттью Моррисон и Лора Келли[37]
- 2019: Сиссель Хюрхьебё[38]
- 2020: не проводился из-за пандемии COVID-19
- 2021: не проводился из-за пандемии COVID-19

## Награды и номинации

### Премия «Грэмми»
| Год  | Номинированная работа                                                  | Награда                                                       | Результат |
| ---- | ---------------------------------------------------------------------- | ------------------------------------------------------------- | --------- |
| 1960 | «Боевой гимн Республики» (альбом Lord’s Prayer)                        | Лучшее классическое вокальное исполнение, оперное или хоровое | Победа    |
| 1967 | «Благослови этот дом» (альбом Bless This House)                        | Лучшее классическое вокальное исполнение                      | Номинация |
| 2007 | Spirit of the Season (совместно с Сиссель Хюрхьебё)                    | Лучший переходный классический альбом                         | Номинация |
| 2007 | Spirit of the Season (совместно с Сиссель Хюрхьебё)                    | Лучший дизайн альбома, классического                          | Номинация |
| 2010 | Noël (совместно с Джошем Гробаном, композиция O Come, All Ye Faithful) | Лучший традиционный поп-альбом                                | Номинация |

### Другие награды
1944
- Премия Пибоди — «Лучшая развлекательная музыка» — Music and the Spoken Word

1962
- Премия Пибоди — «Лучшая развлекательная музыка» — Music and the Spoken Word[40][41]

1981
- Премия Фонда Свободы имени Джорджа Вашингтона — Music and the Spoken Word

1987
- Эмми — Christmas Sampler (совместно с Ширли Верретт)

1988
- Премия Фонда Свободы имени Джорджа Вашингтона[42]

2003
- Национальная медаль США в области искусств[43]

2006
- Награда Матери Терезы[44]

2010
- Зал славы национального радио — Music and the Spoken Word[45]

2013
- Эмми — The Mormon Tabernacle Choir Presents the Joy of Song (совместно с Кэтрин Дженкинс)[46]

2014
- Эмми — The Mormon Tabernacle Choir Presents an Evening with James Taylor (совместно с Джеймсом Тейлором)[47]

2015
- Зал славы и музей американской классической музыки[англ.] — Хор Мормонской Скинии[48]